# Кивалкина, Вера Поликарповна
Ве́ра Полика́рповна Кива́лкина (25 сентября 1912 года, с. Коротни Козьмодемьянского уезда, Казанская губерния — 28 июня 1990, Казань) — советский микробиолог, специализировалась на свойствах прополиса. Доктор биологических наук, кандидат ветеринарных наук, профессор, в 1969—1987 гг. заведующая кафедрой микробиологии, вирусологии и иммунологии Казанской государственной академии ветеринарной медицины имени Н. Э. Баумана. Заслуженный деятель науки Татарской АССР (1973).

## Биография
Родилась в селе Коротни Козьмодемьянского уезда Казанской губернии в семье крестьянина-середняка.
В 1931 году поступила в Казанский государственный университет на биологический факультет, который закончила в 1936 году, получив специальность микробиолога.
В 1940 году поступила старшим лаборантом на кафедру микробиологии Казанского ветеринарного института.
В 1942 году окончила курс специализации по медицинской микробиологии при Казанском институте усовершенствования врачей имени Ленина.
В 1943 году поступает в аспирантуру при кафедре микробиологии Казанского ветеринарного института к профессору М. В. Рево, которую она закончила и в 1946 году защитила канд. дисс. «Изучение 2-й сибиреязвенной вакцины Ланге 40-летней давности сравнительно с вирусом сибиреязвенного микроба Ценковского» (рук-ль М. В. Рево), кандидат ветеринарных наук.
Ученица проф. Х. Х. Абдуллина, причисляется к его научной школе.
В 1964 году на диссертационном совете Казанского ветеринарного института защитила докторскую диссертацию «Прополис, его антимикробные и лечебные свойства».
В 1969—1987 гг. заведующая кафедрой микробиологии, вирусологии и иммунологии Казанской государственной академии ветеринарной медицины имени Н. Э. Баумана. Сменила в этой должности проф. Абдуллина Х. Х..
Являлась депутатом Районного Совета депутатов трудящихся.
Являлась участником Всемирных конгрессов по пчеловодству организаций «Апимондия» (Чехословакия, Румыния, Югославия), по микробиологии (Москва, 1967 год).
Под её руководством выполнены и защищены 12 диссертаций, объединённые направлением изучения прополиса и внедрения в медицинскую и ветеринарную практику различных препаратов на его основе.
В. П. Кивалкиной впервые установлено антимикробное действие прополиса в отношении многих видов бактерий, разработан и испытан целый ряд его лекарственных форм, выявлено иммуномодулирующее действие прополиса.
За всестороннее изучение прополиса она была отмечена Академией наук Чехословакии медалью «Золотая пчела» и Обществом пчеловодства Югославии «Золотой медалью Антона Яанша».
В Казанской государственной академии ветеринарной медицины в 2012 году прошла научная конференция, посвящённая столетию со дня её рождения, также была выпущена посвящённая ей брошюра.
Автор более 90 печатных работ.
Работы
- Кивалкина, В. П. Бактерицидные свойства прополиса / В. П. Кивалкина // Пчеловодство. — 1948. — № 10. — С. 50-51.
- Кивалкина В. П. Прополис, его антимикробные и лечебные свойства: Автореф. дисс. докт. биол. наук. Казань, 1964. − 30 с.
- Кивалкина, В. П. Лекарственные формы прополиса / В. П. Кивалкина, А. А. Барсков // Пчеловодство. — 1991. — № 11. — С. 36-37.
- Прополис, его антимикробные, иммуностимулирующие и лечебные свойства. Монография / Госманов Р. Г., Галиуллин А. К., Волков А. Х., Барсков А. А., Кивалкина В. П., Ибрагимова А. И. // Казань, 2014. 236 с.